# 박승준 (1896년)
박승준(朴承俊, 1896년 8월 13일 ~ 1967년 7월 24일)은 일제강점기와 대한민국의 법조인이다.

## 생애
출신지는 평안북도 의주군이다. 재판소 서기로 일하다가 고등문관시험에 합격하여 1926년에 경성지방법원 춘천지청 판사로 임명되었고, 일제 강점기 동안 해주지방법원, 공주지방법원, 대전지방법원 판사 등을 역임했다.
해주지방법원 판사로 재직 중이던 1936년에 일본 정부로부터 훈6등 서보장을 받았다. 훈6등 서보장은 고등관 이상이 받는 중간급의 훈장이다. 1938년을 기준으로 종6위 훈6등에 서위되어 있었다.
일제 강점기 말기에 변호사를 개업하여 활동하다가 태평양 전쟁 종전을 맞았다. 미군정에서 검사로 등용되어 대구지방검원 검사장, 대검찰청 차장검사, 광주고등검찰청 검사장 등을 역임했다.
제1공화국 말기인 1958년에 검찰총장에 임명되어, 1960년 3·15 부정선거와 4·19 혁명 당시 검찰총장으로 재직 중이었다. 박승준은 4·19 혁명 초기 학생 시위가 일어나자 간첩 배후설을 제기하여 논란을 일으키기도 했다. 4·19 혁명이 성공하면서 곧바로 교체되었다.
2008년 민족문제연구소가 발표한 친일인명사전 수록예정자 명단 중 사법 부문에 선정되었다.

## 참고 자료
- 박승준(朴承俊) - 국사편찬위원회

| 전임 정순석 | 제7대 검찰총장 1958년 3월 11일 ~ 1960년 5월 4일 | 후임 이태희 |